# Kid (film)
Pour les articles homonymes, voir Kid.
Pour plus de détails, voir Fiche technique et Distribution.
Kid est un film belge de Fien Troch, sorti en 2012 et en 2013 en Belgique.

## Fiche technique
- Réalisation : Fien Troch
- Scénario : Fien Troch
- Directeur de la photographie : Frank van den Eeden
- Montage : Nico Leunen
- Compositeur : Senjan Jansen
- Société de production : Prime Time
- Pays d'origine :  Belgique
- Langue originale : néerlandais
- Format : couleur
- Genre : Drame
- Durée : 90 minutes
- Dates de sortie :  
  - Belgique : 12 octobre 2012 (Ghent Film Festival)
  - Belgique : 16 janvier 2013

## Distribution
- Bent Simons : Kid
- Gabriela Carrizo : Mère
- Maarten Meeusen : Billy
- Rit Ghoos : Maria
- René Jacobs : Oncle Bob
- Sander van Sweevelt : Misty

## Récompenses
- 2013 : Prix André-Cavens
- 2014 : Magritte du Meilleur film flamand en coproduction